# Sprzedawanie żon

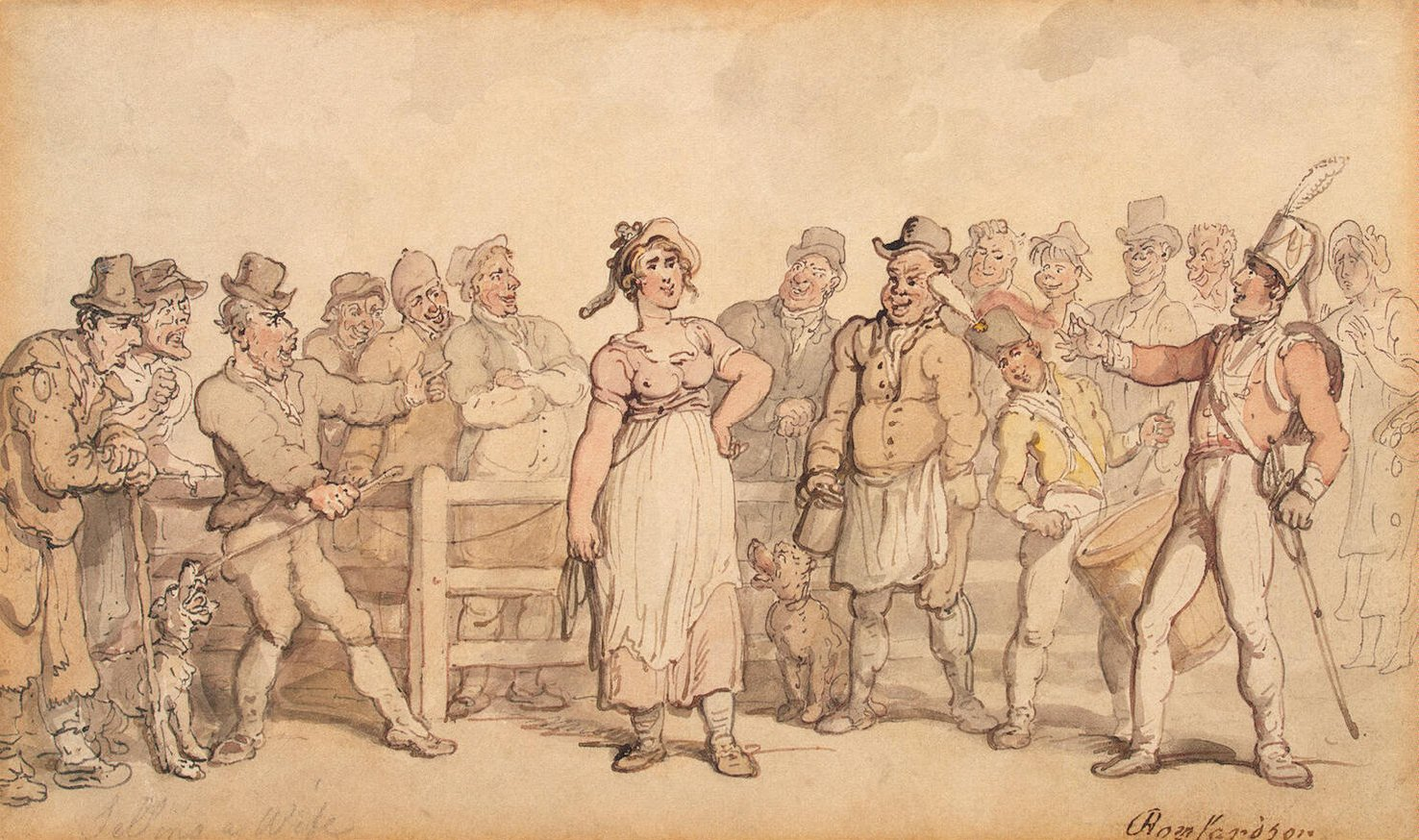
Sprzedaż żony (1812–1814) Thomasa Rowlandsona. Kobieta na obrazie sprawia wrażenie, że chętnie uczestniczy w procesie sprzedaży, jakby to było wesołe spotkanie towarzyskie.

Sprzedawanie żon – angielski zwyczaj, który był sposobem na zakończenie nieudanego małżeństwa na drodze obopólnego porozumienia.
Jego korzenie sięgają XVII w., kiedy to rozwód był dostępny tylko najbogatszym. Podczas sprzedaży mąż najpierw paradował dumnie z żoną na postronku umocowanym wokół szyi, ramienia lub talii, a następnie publicznie sprzedawał ją na drodze licytacji temu, kto zaoferował najpokaźniejszą kwotę. Sprzedawanie żon stanowi tło powieści Thomasa Hardy’ego Burmistrz Casterbridge, w której na początku główny bohater sprzedaje żonę. Myśl o tym bezustannie go prześladuje i ostatecznie doprowadza do ruiny.
Mimo iż zwyczaj ten nie miał żadnych podstaw prawnych i często był ścigany sądownie, szczególnie od drugiej połowy XIX wieku, władze miały do niego niejednoznaczny stosunek. Istnieje zapis słów sędziego pokoju z XIX w., który twierdził, że nie jest pewien, czy ma prawo zakazać sprzedaży żon. Zdarzały się też przypadki, w których lokalne ustawodawstwo dotyczące pomocy społecznej dla ubogich zmuszało mężczyzn do sprzedaży żon. Gdyby tego bowiem nie zrobili, musieliby pracować w przytułkach, aby zapewnić rodzinie jedzenie i miejsce do spania.
Zwyczaj sprzedawania żon utrzymał się do początku XX wieku. W 1901 r. prawnik i historyk James Bryce odnotował, że zdarzają się przypadki sprzedaży kobiet. Jednym z ostatnich przypadków w Anglii była kobieta, która w 1913 r. zeznała w sądzie policyjnym w Leeds, że mąż sprzedał ją jednemu z kolegów z pracy za jednego funta.

## Tło prawne
Sprzedawanie żon w „rytualnej postaci” narodziło się pod koniec siedemnastego wieku. Istnieje jednak zapis z 1302 roku, który wskazuje, że ktoś „w akcie prawnym przyznał innemu mężczyźnie żonę”. Wraz ze wzrostem popularności gazet w drugiej połowie osiemnastego wieku zaczęło pojawiać się więcej relacji dotyczących sprzedawania żon. Według dwudziestowiecznego pisarza Courtneya Kenny’ego rytuał ten był „zwyczajem głęboko zakorzenionym, co świadczy o tym, że już dawno miał swój początek”. Jednak piszący w 1901 r. James Bryce stwierdził, że nie ma „żadnych śladów wskazujących na istnienie takiego przepisu w naszym [angielskim] systemie prawnym”. Niemniej jednak przyznał, że „każdy słyszał o osobliwym zwyczaju sprzedawania żon, który od czasu do czasu kultywowany jest przez Anglików z niższych klas”.

### Małżeństwo
Przed wejściem w życie ustawy o zawieraniu związków małżeńskich z 1753 r. oficjalna ceremonia zawierania małżeństwa w obecności księdza nie była w Anglii obowiązkowa, a małżeństw nie rejestrowano. Dla tych, którzy byli w wieku uprawniającym do zawarcia małżeństwa, jedynym warunkiem była obopólna zgoda. Dziewczynka musiała mieć co najmniej dwanaście lat, a chłopiec czternaście. Po ślubie kobiety były całkowicie podporządkowane mężczyznom. Mąż i żona stawali się jednym podmiotem prawnym, a kobieta osiągała status kobiety zamężnej. W 1753 roku wybitny angielski sędzia William Blackstone napisał: „w czasie trwania małżeństwa całe jestestwo, cała osobowość prawna kobiety jest zawieszona lub przynajmniej skonsolidowana i wchłonięta w osobowość prawną jej męża, który sprawuje nad nią pieczę i zapewnia ochronę”. Kobiety nie miały żadnego prawa własności, a wręcz same były własnością mężów. Jednak Blackstone dodaje, że „nawet brak zdolności prawnej żony ma jej zapewnić bezpieczeństwo i korzyść. Płeć piękna bowiem jest ulubienicą prawa angielskiego”.

### Separacja
W nowożytnej Anglii istniało pięć sposobów na zakończenie związku małżeńskiego. W pierwszym wypadku można się było odwołać do sądu kościelnego o separację od stołu i łoża na podstawie zdrady małżeńskiej lub zagrażających życiu aktów okrucieństwa, ale nie pozwalało to na ponowne zawarcie związku małżeńskiego. Po roku 1690 rozwód był możliwy tylko po złożeniu podania do parlamentu, ale sposób ten był czasochłonny i kosztowny. Ustawa o sprawach małżeńskich z 1857 roku i sądy rozwodowe ułatwiły rozwiązywanie związków małżeńskich, ale choć stało się to tańsze, dla biedniejszej klasy robotniczej rozwody pozostawały nieosiągalne finansowo. Alternatywą była zgoda na „prywatną separację”, umowę wynegocjowaną między małżonkami, zawartą w formie aktu separacji. Innym sposobem było porzucenie lub ucieczka. Mąż wyrzucał wtedy żonę z rodzinnego domu lub zakładał nowe gospodarstwo z kochanką. Jeszcze inną, choć bezprawną i mniej popularną, metodą na zakończenie małżeństwa była sprzedaż żony. Według „The Laws Respecting Women, As They Regard Their Natural Rights” z 1777 roku biedni postrzegali sprzedaż żony jako „sposób na rozwiązanie małżeństwa”, kiedy to „mąż i żona mają już siebie serdecznie dość i zgadzają się rozstać, o ile mąż ma zamiar poświadczyć planowaną separację, narażając się na okrycie hańbą poprzez upublicznienie jej”.
Wiadomo, że w dziewiętnastym wieku niektóre żony protestowały przeciwko sprzedaży, ale nie ma żadnych osiemnastowiecznych dokumentów, które wskazywałyby na sprzeciw kobiet. Dla kobiet pozbawionych środków finansowych i fachu w ręku sprzedaż była jedyną szansą na ucieczkę z nieszczęśliwego małżeństwa. Istnieją dowody na to, że niektóre żony nalegały na sprzedaż. Kobieta sprzedana w 1830 roku za dwa szylingi i sześć pensów na rynku w Much Wenlock była niezwykle zdeterminowana, by dobić targu, mimo że jej męża naszły wątpliwości: „zawstydził się i próbował się wycofać, ale Mattie wtrąciła się. »Niech będę sprzedana. Chcę zmiany«"'. Zwolniło to mężczyznę z wszelkich małżeńskich obowiązków, włącznie z odpowiedzialnością finansową za żonę.

## Sprzedaż
„Podczas pobytu w niewielkiej, wiejskiej gospodzie Henry Brydges, książę Chandos, ujrzał stajennego, który tłukł niemiłosiernie swą żonę; książę zainterweniował i dosłownie kupił ją za pół korony. Była młodą, piękną kobietą; książę zapewnił jej edukację, a po śmierci męża poślubił ją. Na łożu śmierci kobieta zwołała wszystkich domowników, opowiedziała swą historię, z której morał wynikał taki, że warto polegać na Opatrzności, gdyż doświadczyła najgłębszej nędzy i nagle zaznała największego dobrobytu; usilnie błagała o ich przebaczenie, jeśli kiedykolwiek kogoś zbędnie obraziła, odprawiła ich z darami i po chwili zmarła”.

Nie jest jasne, kiedy wykształcił się zrytualizowany zwyczaj sprzedawania żon na publicznych aukcjach, ale prawdopodobnie stało się to pod koniec siedemnastego wieku. W listopadzie 1692 roku „John, syn Nathana Whitehouse’a z Tipton, sprzedał żonę panu Bracegirdle’owi”. Nie zachowały się dokumenty dotyczące przebiegu sprzedaży. W roku 1696 Thomas Heath Maulster został ukarany grzywną za „bezprawne mieszkanie z żoną George’a ffullera [sic] z Chinner (…) po tym, jak kupił ją od męża za niecałego pensa”. Proceder ten rozpowszechnił się i przyjął w całej Anglii w połowie osiemnastego wieku; utrzymał się do początku wieku dwudziestego, choć wtedy był już „w stanie rozkładu”.
W większości przypadków informacja o sprzedaży pojawiała się z wyprzedzeniem, prawdopodobnie w formie ogłoszenia w lokalnej gazecie. Najczęściej sprzedaż odbywała się na zasadzie aukcji, przeważnie na miejscowym rynku, do którego doprowadzano żonę na postronku (w postaci sznura lub wstążki) przymocowanym do szyi lub ramienia.
Nierzadko nabywca znany był wcześniej, a sprzedaż była jedynie symbolicznym aktem separacji i ponownego zawarcia małżeństwa. Tak było w przypadku odnotowanym w Maidstone, gdzie w styczniu 1815 roku John Osborne zamierzał sprzedać żonę na pobliskim rynku. Jednakże ze względu na to, że nie był to dzień targowy, sprzedaży dokonano przy znaku barki węglowej na Earl Street, gdzie „w zupełnie zwyczajny sposób” Osborne sprzedał żonę i dziecko, za co otrzymał od Williama Serjeanta jednego funta. W lipcu tego samego roku w Smithfield sprzedano kobietę za pięćdziesiąt gwinei i konia. Po sprzedaży „kobieta, wraz ze swym nowym panem i władcą, wsiadła na piękny karykiel, który był dla nich przygotowany, i odjechała, nie wykazując niechęci”. Natomiast we wrześniu 1815 roku na rynku w Staines mężczyzna zaproponował za pewną kobietę „jedyne trzy szylingi i cztery pensy” i nikt nie zdecydował się rywalizować z nim w walce o obiekt, którego zalety mogły być docenione tylko przez kogoś, kto już je znał. Tym mógł się poszczycić nabywca, który od dłuższego czasu utrzymywał z ową kobietą bliskie stosunki”.
Mimo iż w kwestii sprzedaży zwykle to mąż wykazywał inicjatywę, żona musiała wyrazić na nią zgodę. W sprawozdaniu z 1824 roku z Manchesteru napisano, iż „po kilku ofertach dał za nią [żonę] 5 szylingów, ale że nie spodobał jej się kupujący, wznowiono licytację i poszła za 3 szylingi i kwartę piwa «ale»”. Nierzadko kobieta mieszkała już z nowym partnerem. W 1804 roku londyński sklepikarz nakrył żonę w łóżku z nieznajomym, który po ostrej wymianie zdań zaproponował, że odkupi ją od niego. Sklepikarz przystał na tę propozycję. W tym przypadku sprzedaż mogła uchodzić za dopuszczalny sposób na rozwiązanie problemu. Niemniej jednak zdarzało się, że sprzedaż następowała spontanicznie, a żona mogła stać się obiektem licytowanym przez obcych mężczyzn. W marcu 1766 roku cieśla z Southwark sprzedał żonę „w piwiarni z przypływu małżeńskiej obojętności”. Gdy wytrzeźwiał, poprosił żonę, by do niego wróciła, a gdy odmówiła, powiesił się. Sprzedaż żony mogła poprzedzać małżeńska sprzeczka, ale w większości odnotowanych przypadków sprzedaż miała być sposobem na zakończenie małżeństwa stojącym w świetle prawa na równi z rozwodem. Czasem zdarzało się, że żona sama organizowała sprzedaż i zapewniała pieniądze mężczyźnie, który miał ją wykupić z małżeństwa. Taka sytuacja miała miejsce na przykład w 1822 roku w Plymouth.

### Połowa dziewiętnastego wieku
W połowie dziewiętnastego wieku wierzono, iż proceder sprzedawania żon dotyczy głównie ludzi z najniższych klas robotniczych, szczególnie zamieszkujących odległe tereny wiejskie. Jednak z analizy zawodów mężów i kupujących wynika, że zwyczaj był najsilniej zakorzeniony w społecznościach „protoindustrialnych”. Ustalono profesje stu pięćdziesięciu ośmiu mężczyzn. W grupie tej najwięcej osób (dziewiętnaście) zajmowało się żywym inwentarzem i handlem obwoźnym, czternaście budownictwem, pięć kowalstwem, cztery kominiarstwem. W grupie tej znalazło się też dwóch mężczyzn szlachetnie urodzonych, co oznacza, że zwyczaj sprzedawania żon nie ograniczał się do chłopów. Najbardziej znany jest przypadek drugiego księcia Chandos, Henry’ego Brydgesa, który około 1740 roku kupił od stajennego swoją drugą żonę.
Ceny uzyskiwane za żony znacznie się różniły. W 1865 roku pewien mężczyzna zapłacił sto funtów za kobietę i pięćdziesiąt funtów za dwoje jej dzieci, równowartość około dziesięciu tysięcy ośmiuset funtów na rok 2011. Zdarzało się jednak, że kobiety oddawano za kufel piwa lub za darmo. Najniższą zapłaconą kwotą były trzy farthingi (trzy czwarte pensa), ale z reguły ceny wahały się między dwoma szylingami i sześcioma pensami a pięcioma szylingami. Według Wade’a Mansella i Belindy Meteyard pieniądze rzadko odgrywały główną rolę. Często istotniejsze było to, że wiele osób uznawało, iż sprzedaż była legalnym sposobem na zakończenie małżeństwa, choć w rzeczywistości nie miała podstaw prawnych. Mimo iż niektóre pary pobierając się, popełniały bigamię, stosunek urzędników do sprzedawania żon pozostawał niejednoznaczny. Duchowni i sędziowie pokoju, urzędujący na terenach wiejskich, wiedzieli o tym zwyczaju, ale nie byli pewni, czy jest zgodny z prawem albo przymykali na niego oko. W jednej z ksiąg chrztów można znaleźć wpis z Perleigh w Esseksie z 1782 roku: „Amie, córka Mosesa Stebbinga z żony zakupionej i przywiedzionej do niego na postronku”. W 1819 roku w Ashbourne w Derbyshire tłum pobił i przegonił sędziego pokoju, który próbował zapobiec sprzedaży pewnej kobiety. Ten powiedział później:

Choć wysłałem swych ludzi, by zapobiec oburzającej sprzedaży, zrobiłem to pod pozorem utrzymywania porządku publicznego … Jeśli zaś chodzi o samą sprzedaż, nie sądzę, żebym miał prawo jej zapobiegać czy nawet utrudniać jej przebieg, gdyż wywodzi się ona ze zwyczaju kultywowanego przez ludzi, którzy mogliby się stać niebezpieczni, gdyby ich tego na mocy prawa pozbawić.

Czasem władze zajmujące się pomocą społeczną nakazywały mężczyźnie sprzedać żonę. Spotkało to między innymi Henry’ego Cooka w 1814 roku, który w przeciwnym wypadku musiałby pracować na jedzenie i miejsce do spania dla żony i jej dzieci w przytułku w Effingham. Zabrał więc żonę na rynek w Croydon i sprzedał za szylinga, a koszty podróży i „weselnego obiadu” pokryli parafianie.

### Miejsce dokonania sprzedaży
24 października 1766
Za zgodą Johna Parsonsa z parafii Midsummer Norton w hrabstwie Somerset, sukiennika i Johna Tookera, zamieszkałego w tym samym miejscu, mężczyzny szlachetnie urodzonego, rzeczony John Parsons za otrzymane sześć funtów i sześć szylingów sprzedaje Annę Parsons, żonę rzeczonego Johna Parsonsa, i odstępuje ją rzeczonemu Johnowi Tookerowi wraz ze wszystkimi prawami, własnościami, żądaniami i roszczeniami, które posiada w związku z rzeczoną Anną Parsons John Parsons na czas życia rzeczonej Anny Parsons. W dowód czego w dniu wyżej wymienionym ja, John Parsons, składam swój podpis.
JOHN PARSONS.
Świadek: WILLIAM CHIVERS.

Wybór rynku na miejsce sprzedaży zapewniał parze pokaźną widownię, co sprawiało, że rozstanie wystawione było na widok publiczny. Postronek miał wymiar symboliczny; po sprzedaży przekazywano go nabywcy na znak zawarcia transakcji. Niejednokrotnie zainteresowani naciskali, by zwycięzca licytacji podpisał umowę, w której sprzedający zrzekał się z obowiązków wobec żony, co miało usankcjonować prawnie sprzedaż. W roku 1735 w St Clements posłaniec przechadzał się ulicami miasta i ogłaszał, że sprzedaż żony zakończyła się pomyślnie i upewniał się, że miejscowi handlarze byli świadomi, iż mąż nie miał zamiaru honorować „jakichkolwiek zaciągniętych przez nią zobowiązań”. Podobną myśl zawarto w ogłoszeniu w Ipswich Journal z 1789 roku: „nie mam już do niej żadnych praw”. Zdarzało się, że strony próbowały uprawomocnić sprzedaż, czego dowodem jest akt sprzedaży żony, który znajduje się w zbiorach Muzeum Brytyjskiego. Akt ten dołączono do wniosku przedłożonego sędziemu pokoju w Somerset w 1768 roku przez kobietę, która około osiemnaście miesięcy wcześniej została sprzedana za sześć funtów i sześć szylingów „na pokrycie kosztów jego ekstrawagancji”. We wniosku kobieta chciała przeciwstawić się nie sprzedaży, ale temu, że po trzech miesiącach mąż powrócił i zażądał od niej i jej nowego „męża” więcej pieniędzy.
Puby i zajazdy często były miejscem sprzedaży kobiet w Susseksie, a częścią zapłaty nierzadko stawał się alkohol. Na przykład w 1898 roku w pubie Shoulder of Mutton and Cucumber w Yapton mężczyzna, który sprzedawał żonę, otrzymał siedem szylingów i sześć pensów (trzydzieści funtów na rok 2011) oraz angielską kwartę (1,1 litra) piwa. Za kobietę sprzedaną sto lat wcześniej w Brighton sprzedający dostał „osiem kufli piwa” i siedem szylingów (dwadzieścia funtów na rok 2011). Z kolei w Ninfield w 1790 roku mężczyzna, który w miejscowym zajeździe wymienił żonę na jedną czwartą kwarty ginu po jakimś czasie zmienił zdanie i odkupił ją.
Sprzedażom żon nierzadko towarzyszył wielki tłum. „Ze względu na ludzi, którzy się tak tłumnie zgromadzili”, trzeba było zmienić datę sprzedaży z 1806 roku z Hull. Może to oznaczać, że sprzedaże żon były stosunkowo rzadkim wydarzeniem, a co za tym idzie, cieszyły się dużym zainteresowaniem. Szacuje się, że między 1780 a 1850 rokiem doszło do około trzystu sprzedaży, co w porównaniu z dziesiątkami tysięcy porzuceń, które miały miejsce w czasach wiktoriańskich, świadczy, że sprzedaże były stosunkowo rzadkim zjawiskiem.

### Lokalizacja geograficzna i symbolika

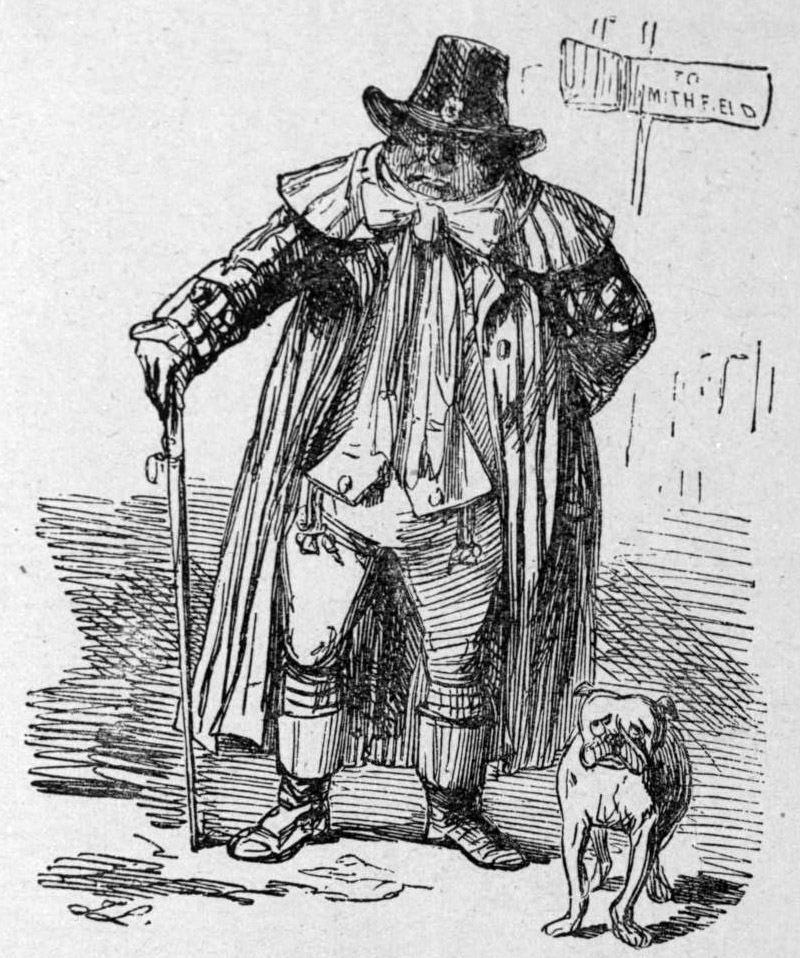
Francuski obrazek przedstawiający angielskiego arystokratę zmierzającego na rynek w Smithfield w celu sprzedania żony.

Z badań wynika, że sprzedawanie żon było rozpowszechnione w Anglii, ale stosunkowo rzadkie w sąsiadującej Walii, gdzie odnotowano zaledwie kilka przypadków, i Szkocji, gdzie wykryto tylko jeden. Hrabstwem, w którym między 1760 a 1880 rokiem odbyło się najwięcej sprzedaży (czterdzieści cztery), było Yorkshire. W tym samym przedziale czasowym w Middleseksie i Londynie doszło tylko do dziewiętnastu sprzedaży. Mimo to na francuskiej karykaturze widnieje Milord John Bull „w butach i ostrogach, który stał na rynku w Smithfield i krzyczał à quinze livres ma femme! [15 funtów za mą żonę], podczas gdy Milady stała w zagrodzie z postronkiem na szyi”.
W „Wives for Sale” Samuel Pyeatt Menefee zgromadził trzysta osiemdziesiąt siedem przypadków sprzedaży żon, z których ostatni miał miejsce na początku dwudziestego wieku. Historyk E. P. Thompson uznał, że wiele z nich jest „niejasnych i wątpliwych” oraz że niektóre się powtarzają. Niemniej jednak przyznał, że około trzystu jest autentycznych, co w połączeniu z jego badaniami dowodzi, że łącznie mogło dojść do około czterystu odnotowanych sprzedaży.
Menefee twierdzi, że za sprawą symbolicznego postronka i częstego oceniania wartości kobiety na podstawie jej wagi sprzedaż kobiety przypominała sprzedaż żywego inwentarza. Mimo iż postronek uważano za kluczowy dla „legalności” sprzedaży, Thompson sugeruje, że Menefee mógł źle zrozumieć społeczny kontekst transakcji. Rynki wybierano nie dlatego, że sprzedawano tam żywy inwentarz, ale dlatego, że były to miejsca publiczne i dzięki temu nie brakowało świadków rozstania męża i żony. Sprzedaże często odbywały się podczas jarmarków, przy pubach lub miejscowych charakterystycznych punktach, jak na przykład przy obelisku w Preston w 1817 roku lub w 1835 roku w Bolton przy „słupie gazowym”, gdzie spodziewano się tłumu ludzi.
Odnotowano niewiele aktów sprzedaży mężów. Obecnie uważa się, że sprzedawanie żony, jakby była częścią majątku ruchomego, jest poniżające, nawet jeżeli traktuje się to jako formę rozwodu. Niemniej jednak, w wielu relacjach podkreślona jest niezależność i żywotność kobiet: „Kobiety opisywane  są jako «atrakcyjne», «dorodne», «o ładnej aparycji», «urodziwe dziewczęta ze wsi» lub «oddające się z całego serca zabawom i figlom»”.
Pod koniec siedemnastego i na początku osiemnastego wieku osadnicy przybywający do amerykańskich kolonii przywieźli ze sobą wiele angielskich zwyczajów, w tym praktykę sprzedawania żon i przekonanie, iż jest to legalny sposób na zakończenie małżeństwa. W 1645 roku sąd w Hartford w Connecticut odnotował przypadek Baggetta Eglestona, który został ukarany grzywną w wysokości dwudziestu szylingów za „przekazanie żony młodemu mężczyźnie”. 15 marca 1736 roku „Boston Evening-Post” ujawniło kłótnię pomiędzy dwoma mężczyznami „(…) o kobietę, którą każdy z nich uznawał za swą Żonę, ale w rzeczywistości jeden z nich za Piętnaście Szylingów pozbył się Praw do niej na rzecz drugiego”. Podobno kupujący odmówił uiszczenia pełnej zapłaty i próbował zwrócić „swoją” żonę. Jednak dwóch hojnych świadków zdarzenia podarowało mu zaległą sumę pieniędzy, co pozwoliło mu zapłacić mężczyźnie, który bezzwłocznie „(…) skromnie pożegnał Kobietę i życzył jej wszystkiego dobrego, a Bratu Sterlingowi wiele Radości z Dobitego Targu”. Wiadomo również, że w 1781 roku William Collings z Karoliny Południowej sprzedał żonę za „dwa dolary i pół tuzina czarek grogu”.

## Zmiana nastawienia
"W piątek na rynku w Smithfield, w pobliżu zajazdu Ram rzeźnik wystawił żonę na sprzedaż. Jeden postronek miała na szyi, a drugi, którym była przywiązana do płotu, w pasie. Szczęśliwym nabywcą został świniopas, który za odjęte żebro [Adama] ofiarował mężowi trzy gwinee i jednokoronówkę. Wielka szkoda, że nie można ukrócić tego haniebnego procederu popularnego wśród klas niższych”.

Pod koniec osiemnastego wieku ludzie zaczęli wyrażać dezaprobatę wobec sprzedawania żon. Sprzedaż w 1756 roku w Dublinie zakłóciła grupa kobiet, która „uratowała” żonę. Zorganizowano pozorowany proces, po którym zakuto męża w dyby, w których pozostał do rana następnego dnia. Podczas sprzedaży żony w Carmarthenshire około 1777 roku zapadła „głęboka cisza” a „zgromadzonych ogarnęło poczucie niepokoju”. Liczba relacji ze sprzedaży żon rosła od dwóch na dekadę w latach pięćdziesiątych osiemnastego wieku aż osiągnęła szczyt w postaci pięćdziesięciu przypadków w latach dwudziestych i trzydziestych dziewiętnastego wieku. Wraz ze wzrostem liczby przypadków rosła opozycja wobec owej praktyki, którą zaczęto postrzegać jako jeden z wielu cieszących się popularnością zwyczajów, który powinien być zniesiony przez elity. Sędziowie pokoju z sądów odbywających sesję co kwartał zaczęli częściej karać osoby zamieszane w sprzedaż żon, a niektóre sądy główne potwierdziły bezprawność tej praktyki. Gazety nierzadko wykazywały pogardliwy stosunek wobec sprzedaży żon: sprzedaż z 1832 roku opisały jako „niesłychanie plugawe i haniebne widowisko”. Jednak dopiero w latach czterdziestych dziewiętnastego wieku zaobserwowano znaczący spadek sprzedaży żon. Thompson odkrył sto dwadzieścia jeden relacji dotyczących sprzedaży od roku 1800 do 1840 i pięćdziesiąt pięć od roku 1840 do 1880.
Choć Lord Najwyższy Sędzia Anglii i Walii William Murray, pierwszy hrabia Mansfield, uznawał sprzedawanie żon za przestępcze porozumienie w sprawie cudzołóstwa, jedynie niewielka część sprzedaży odnotowanych w gazetach kończyła się oskarżeniem sądowym. W 1818 roku The Times opisywał przypadek mężczyzny oskarżonego o sprzedaż żony na rynku w Leominster za dwa szylingi i sześć pensów. W 1825 roku oskarżono mężczyznę o nazwisku Johnson o „śpiewanie na ulicy piosenki opisującej zalety jego żony w celu sprzedania jej osobie, która zaproponuje najwyższą sumę w Smithfield”. Takie piosenki nie były rzadkością. Około roku 1842 John Ashton napisał „Sale of a Wife”. Aresztujący funkcjonariusz twierdził, że mężczyzna zgromadził „tłum przeróżnych wagabundów, którzy zdawali się słuchać jego śpiewki, ale w rzeczywistości mieli dobierać się do kieszeni przechodniów”. Obrońca oskarżonego utrzymywał jednak, że ten „nie miał najmniejszego zamiaru sprzedawać żony, tej biednej istoty, która siedzi w domu z głodnymi dziećmi, podczas gdy on siłą swych płuc usiłuje zarobić dla nich na kromkę chleba”. Aby zarobić pieniądze, wydrukował też kopie piosenki i historię sprzedaży żony. Zanim burmistrz rozsądzający sprawę wypuścił Johnsona, pouczył go, iż praktyka ta jest zabroniona i nie może mieć więcej miejsca. W 1833 roku dokonano sprzedaży żony w Epping. Kobietę sprzedano za dwa szylingi i sześć pensów, z czego sześć pensów mąż miał otrzymać później. Kiedy otrzeźwiał i został postawiony przed sędziami pokoju, twierdził, że władze parafialne zmusiły go do małżeństwa i od tamtej pory „nigdy z nią nie żył, a ona jawnie cudzołożyła z Bradleyem, który ją potem wykupił”. Męża wtrącono do więzienia za „porzucenie żony”.
Odwołania do sprzedaży żon można znaleźć także we francuskiej sztuce „Le Marché de Londres”. W 1846 roku pisarz Angus B. Reach skomentował sztukę i nastawienie Francuzów do angielskiego zwyczaju: „Punktują nasze liczne, wyimaginowane słabostki. Równie prędko przestaliby wierzyć w geograficzne i fizyczne istnienie Londynu, jak w niewiarygodny fakt, że w Anglii mężowie sprzedają swe żony tak, jak sprzedają konie czy też psy”. Dwadzieścia lat później podobne zarzuty były wciąż na porządku dziennym; w The Book of Days z 1864 roku Robert Chambers pisał o sprzedaży żony z 1832 roku: „podczas gdy rzadkie przypadki sprzedawania żon wywołują u nas jedynie przelotny uśmiech, na naszych kontynentalnych sąsiadach wywierają ogromne wrażenie i stają się dowodem na to, jak niska jest nasza cywilizacja”. Angielscy sędziowie byli zażenowani tą praktyką. Przewodnik prawny z 1853 pozwalał im uznać sprzedawanie żon za mit: „To ordynarny błąd żeby mąż pozbywał się żony, sprzedając ją na rynku z postronkiem wokół szyi. Czyn taki byłby surowo ukarany przez miejscowego sędziego pokoju”. W wydanym po raz pierwszy w 1869 roku Burn's Justice of the Peace and Parish Officer napisano, iż „publiczna sprzedaż lub zakup żony jest przestępstwem karalnym.(…) Ostatnimi czasy podtrzymano wiele oskarżeń o sprzedaż i kupno kobiet oraz wymierzono kary więzienia w wysokości sześciu miesięcy”.
Innym sposobem na sprzedanie żony było wydanie aktu przeniesienia tytułu prawnego. Mimo że z początku była to znacznie mniej rozpowszechniona metoda, po latach pięćdziesiątych dziewiętnastego wieku, gdy opinia publiczna zwróciła się przeciwko sprzedażom żon, zyskała na popularności. Kwestia powszechnie uznawanej legalności sprzedaży żon trafiła do władz. W roku 1881 poproszono ministra spraw wewnętrznych Williama Vernona Harcourta o komentarz w sprawie sprzedaży kobiety z Sheffield za kwartę piwa. Harcourt powiedział, że „nic w Anglii nie wskazuje na to, aby sprzedaż żony była zgodna z prawem” i „nie istnieje praktyka sprzedawania żon”. Niemniej jednak, jeszcze w 1889 roku w Hucknall w Nottinghamshire członek Armii Zbawienia najpierw sprzedał żonę za szylinga, a później zaprowadził ją na postronku do domu kupującego. Nigdy więcej nie użyto już postronka w tym celu. Sprzedaż z roku 1913 była ostatnim przypadkiem sprzedaży żony w Anglii. Wtedy to kobieta złożyła zeznania w sądzie policyjnym w Leeds w sprawie o alimenty. Utrzymywała, że mąż sprzedał ją jednemu ze swych kolegów z pracy za funta (równowartość około siedemdziesięciu funtów na rok 2011). Nie zachowały się dokumenty dotyczące sposobu dokonania tej sprzedaży.